# BMW K 100 RT
Die BMW K 100 RT ist ein Touren-Motorrad der Marke BMW mit einem Vierzylinder-Reihenmotor.

## Allgemeines
Die K 100 RT ist das Tourenmotorrad der Baureihe K 100, das von 1984 bis 1989 22.335-mal im BMW-Werk Berlin in Spandau gebaut wurde. RT steht international für Road-Tourer. Zusätzlich zu der Ausstattung des Basismodells BMW K 100 hat die RT eine große, windabweisende, tourentauglich optimierte Verkleidung zur Erlangung einer aufrecht sitzenden Fahrerposition, serienmäßig das seitlich montierte BMW-Koffersystem in Fahrzeugfarbe und Radiovorrüstung. Die K 100 LT (Luxus-Tourer) war zusätzlich mit Topcase und dem Nivomat-System von BOGE ausgestattet, einem unter Hochdruck stehenden Federbein, das immer die gleiche Bodenfreiheit trotz unterschiedlicher Gewichtsbelastung aus Personen und Gepäck automatisch sicherstellte. Das System bewährte sich technisch nicht; heute sind Austauschdämpfer nicht mehr erhältlich. Die ersten Modelle hatten eine näher an den Fahrer herangeführte stärker geneigte Scheibe mit spoilerbewehrter oberer Scheibenkante. Der mit Abstand aufgesetzte Spoiler sollte, wie bei der K100 RS, die Luftführung dahingehend optimieren, dass der anströmende Fahrtwind über den Helm des Fahrers gelenkt wird, ohne lautstarke Turbulenzen im Bereich des Helms zu erzeugen. Ab 1986 wurde diese erste Scheibe aufgrund von Materialschwächung abgelöst von den senkrechter stehenden und neigungsverstellbaren Scheiben, die bis zuletzt auf dem unverändert gestalteten Verkleidungsgrundkörper montiert wurden. Die RT wurde 1989 endgültig von der K 100 LT abgelöst, die BMW K100 LT wurde seit 1986 parallel zur RT angeboten. Seit 1988 gab es die RT wahlweise auch mit Antiblockiersystem (Mehrpreis in 1988: 1980,– DM; 10 kg Mehrgewicht).

## Fahrzeugtechnik

### Motor
Das Fahrzeug wird von dem flüssigkeitsgekühlten Reihenvierzylindermotor mit zwei obenliegenden Nockenwellen, Nasssumpfschmierung und LE-Jetronic-Saugrohreinspritzung angetrieben, der technisch identisch in allen Modellen der K100-Baureihe verbaut ist. Er erzeugt aus 987 cm³ Hubraum eine Nennleistung von 66 kW (90 PS) bei 8000 min−1 und liefert ein maximales Drehmoment von 86 Nm bei 6000 min−1. Seine Bohrung beträgt 67 mm, der Kolbenhub 70 mm. Das Verdichtungsverhältnis ist mit 10,2 : 1 angegeben. Der Motorblock mit Getriebeeinheit ist aus einer Leichtmetall-Legierung gefertigt und wiegt 76,5 kg.
Das Motorrad beschleunigt in 4,5 Sekunden von 0 auf 100 km/h und erreicht eine Höchstgeschwindigkeit von 206 km/h.

### Elektrik
Die Starterbatterie hat eine Spannung von 12 Volt und eine Kapazität von 25 Amperestunden. Die Lichtmaschine erzeugt eine elektrische Nennleistung von 460 Watt.

### Kraftübertragung
- Einscheiben-Trockenkupplung
- Klauenschaltung
- Kardanwelle

### Fahrwerk
Gitterrohrrahmen, Motor mittragend; vorn Teleskopgabel mit hydraulischen Stoßdämpfern 185 mm Federweg, hinten BMW-Monolever-Einarmschwinge, 110 mm Federweg; Leichtmetall-Gussräder, Felgengröße vorn 2,50 × 18, hinten 2,75 × 17, vorn zwei Scheibenbremsen, Ø 285 mm, hinten Einscheibenbremse, Ø 285 mm

### Maße und Gewichte
Das Motorrad wiegt fahrbereit und vollgetankt 253 kg, die Zulässige Gesamtmasse ist mit 480 kg angegeben. Der Kraftstofftank fasst 22 Liter.
Zum Verkaufsstart im Jahr 1984 betrug der Listenpreis 15.600 DM.